# آرتاشس گغامیان
آرتاشس گغامیان (ارمنی: Արտաշես Գեղամյան) (۲ دسامبر ۱۹۴۹ – ۲۰ سپتامبر ۲۰۲۴) سیاست‌مدار اهل ارمنستان بود. وی نماینده دوره‌های اول، دوم، سوم، پنجم و ششم مجلس ملی جمهوری ارمنستان بوده است.
از تاریخ ۱۰ نوامبر ۱۹۸۹ تا تاریخ ۲ اکتبر ۱۹۹۰ سمت شهردار ایروان را برعهده داشت.
در ۲۰ سپتامبر ۲۰۲۴ در سن ۷۴ سالگی درگذشت.